# Fuera del cuerpo
Fuera del cuerpo és una pel·lícula espanyola de comèdia fantàstica del 2004 del director valencià Vicente Peñarrocha Lizondo i protagonitzada per Gustavo Salmerón, José Coronado, Goya Toledo. Tracta sobre les segones oportunitats i poder tenir una doble vida.

## Sinopsi
Bruno és un guàrdia civil de trànsit que passa un mal moment amb la seva dona i amb el seu treball a causa de la seva addicció a la cocaïna i ha marxat a viure a un motel. Allí es troba amb una antiga xicota, i es reaviven vells sentiments, però no pot oblidar la seva dona. Un dia descobreix, a través d'un cupó de l'ONCE, que tot ha canviat al seu voltant i que la seva vida és com una pel·lícula en la que és un personatge. Així s'adona que tot no està perdut i que els seus problemes es poden solucionar.

## Repartiment
- Gustavo Salmerón	...	Bruno / Álex
- Goya Toledo	...	Bárbara / Julia
- José Coronado...	Marcos / Adolfo (as José Coronado)
- Juan Sanz...	David / Juanma
- Rocío Muñoz-Cobo ...	Rosa / Carmen (as Rocío Muñoz)
- Elia Galera...	Esther
- Guillermo Ortega 	...	Juan
- Lula Legorburu 	...	Mamen
- Sonia Jávaga	 ...	Natalia
- María Valverde...	Cuca

## Nominacions i premis
Fou nominada al Goya al millor director novell. Va rebre el Premi Turia al millor òpera prima de 2005 i la Biznaga de Plata al Festival de Màlaga de 2005.